# Aromâni
Aromânii (numiți în România și români macedoneni, macedo-români, macedono-vlahi sau, mai popular, machidoni) sunt o ramură a latinității răsăritene, alături de dacoromâni, meglenoromâni și istroromâni. În Grecia, chiar dacă li se spune vlahi, în mediul academic oficial sunt prezentați oarecum „greci antici" sau „greci antici latinizați". Numărul lor este greu de estimat, fiindcă există numeroase căsătorii mixte și fiindcă mulți aromâni nu mai vorbesc limba aromână, astfel că estimările variază de la 100.000  până la 250.000. Limba lor este cea mai asemănătoare limbii române, fiind derivată din protoromână.

## Origine
Originea aromânilor, în acordul între toți istoricii, etnologii, lingviștii și filologii este că ei descind, ca și dacoromânii, meglenoromânii și istroromânii, din protoromâni. Matilda Caragiu Marioțeanu a formulat următoarea definiție: Aromânii sunt romani sud-dunăreni. Ei sunt continuatorii populațiilor sud-est-europene romanizate (traci, iliri, greci, macedoneni) sau colonizate de romani, în timp ce T. J. Winnifrith nu șovăia să afirme că: „...dacă vrem să vorbim despre aromâni (vlahi), trebuie să începem cu Olimpia și Filip ai Macedoniei".

## Nume
Vlahi a fost un termen folosit în Evul Mediu timpuriu ca un exonim de origine germanică (walh, mai târziu welsh) pentru toate popoarele romanice (și chiar unele celtice: Wales), inclusiv pentru populațiile romanice din răsăritul Europei și din Balcani, dar, în zilele noastre, este folosit în mod normal (în special de către greci) numai pentru aromâni, românii fiind numiți vlahi sau valahi numai în context istoric sau ca termen vag derogativ sau dacă este vorba de românii din Timac (serb., bulg. și ung. Timok), care vorbesc de asemenea dialectul dacoromân și anume un grai apropiat fie de cel din Mehedinți, fie cel din Banat.
Vezi de asemenea: Etimologia cuvântului vlah.
Numele de tsintsari (țințari sau „cincari" în sârbește și bulgărește), este dat aromânilor în special de sârbi sau maghiari (cincárok). Lexicograful sârb Vuk Stefanović Karadžić explică acest nume prin faptul că sunetele ce și ci din limba latină sunt pronunțate de aromâni tse, respectiv tsi. Karadžić a avansat și ipoteza că tsintsari vine de la tsintsi (în românește cinci), dar Theodor Capidan afirmă că folosirea relativ rară a cuvântului cinci nu poate explica acest nume, și că el poate fi atribuit mai degrabă frecvenței mari a sunetelor tse, tsi în aromână în propoziții precum „Tsi fats?” („Ce faci?”).
Un nume mai vechi, cu tentă peiorativă, este cel dat de greci: cuțovlahi (Κουτσόβλαχος Kutsovlahos, adică „vlah șchiop”), folosit în contrast cu numele de mavrovlahi, dat românilor din sudul Dunării. (mavrovlahi sau morlaci reprezintă un alt grup românesc balcanic, trăitor pe coasta Dalmației. Resturi de populație morlacă sunt astăzi practic cvasi-complet asimilate în populația croată, deși au încă conștiința rădăcinilor etnice. O parte din turci și albanezii islamizați îi numesc pe aromâni čoban („ciobani”) din cauza ocupației principale tradiționale a acestora, adică păstoritul.
Denumirea de aromâni a apărut în România mai întâi intr-o lucrare de Georgiu Radu Melidon - „Istoria Națională Pentru Poporŭ Saŭ Némul, Sapa, Arma, Casa Și Mintea Românilor Prin Tóte Timpurile Și Locurile", BUCURESCĬ, 1876, p. 209. Explicația este simplă și pornește de la numele pe care și-l dau însăși aromânii în dialecul lor, „armâni", unde proteza fonetică „a-" apare înaintea rădăcinii rmân/rrmân (român), unde Rîm este Roma, proteză care apare în multe cuvinte care în latina vulgară încep cu consoane (r,l etc).

## Cultura și limba

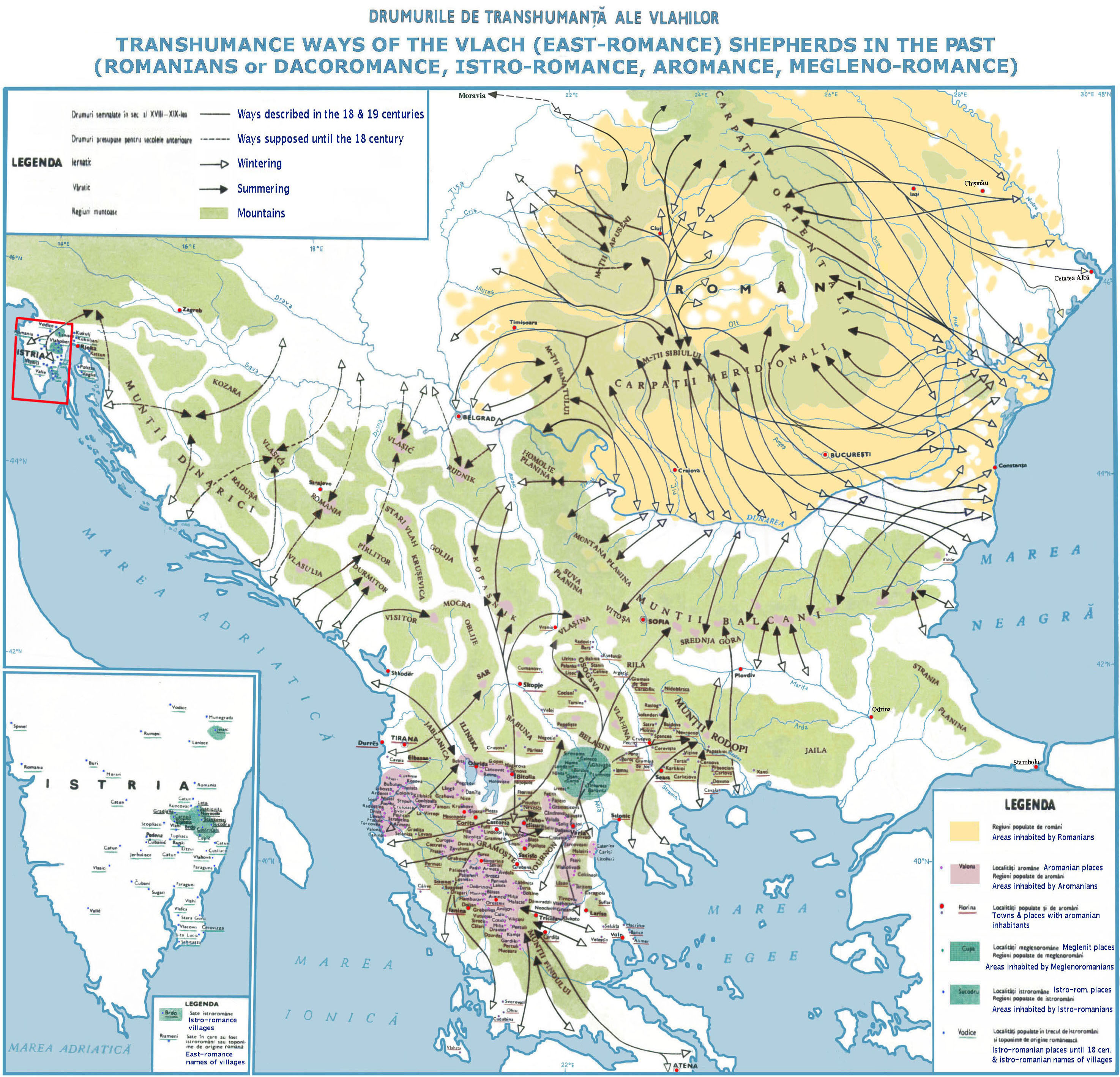
Transhumanța românilor și aromânilor

Limba maternă a aromânilor este limba aromână. După unii lingviști, limba aromână este o limbă aparte din grupul limbilor romanice, subgrupul limbilor romanice de est, alături de limbile română, meglenoromână și istroromână. Alți lingviști o consideră ca fiind un dialect al limbii române, împreună cu dialectele dacoromân, meglenoromân și istroromân. Matilda Caragiu Marioțeanu, academician de origine aromână, crede că aromâna este un dialect al protoromânei, adică al moștenirii comune latine răsăritene și nu al limbii daco-române și de asemenea că cele doua limbi romanice din nord și din sud sunt limbi funcționale și trebuie tratate ca atare.
În prezent, sunt recunoscuți oficial ca minoritate în Macedonia și Albania. Ziua de 23 mai este sărbătorită ca ziua națională a aromânilor și meglenoromânilor cetățeni ai Macedoniei;ceilalți se întâlnesc în fiecare an în ziua de 15 august la Samarina (Grecia), dar există și alte festivaluri, întâlniri și comemorări. Simbolul în care o parte din Comunitatea Aromână din România se recunoaște este «Soarele de la Vergina».

## Istorie

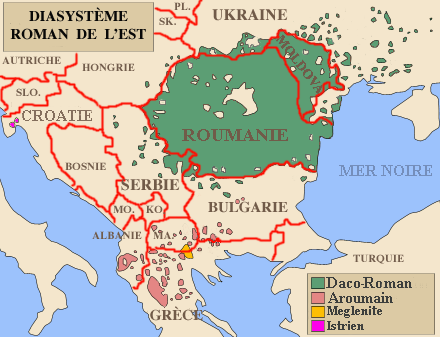
Harta Balcanilor, cu regiunile locuite de aromâni în roz

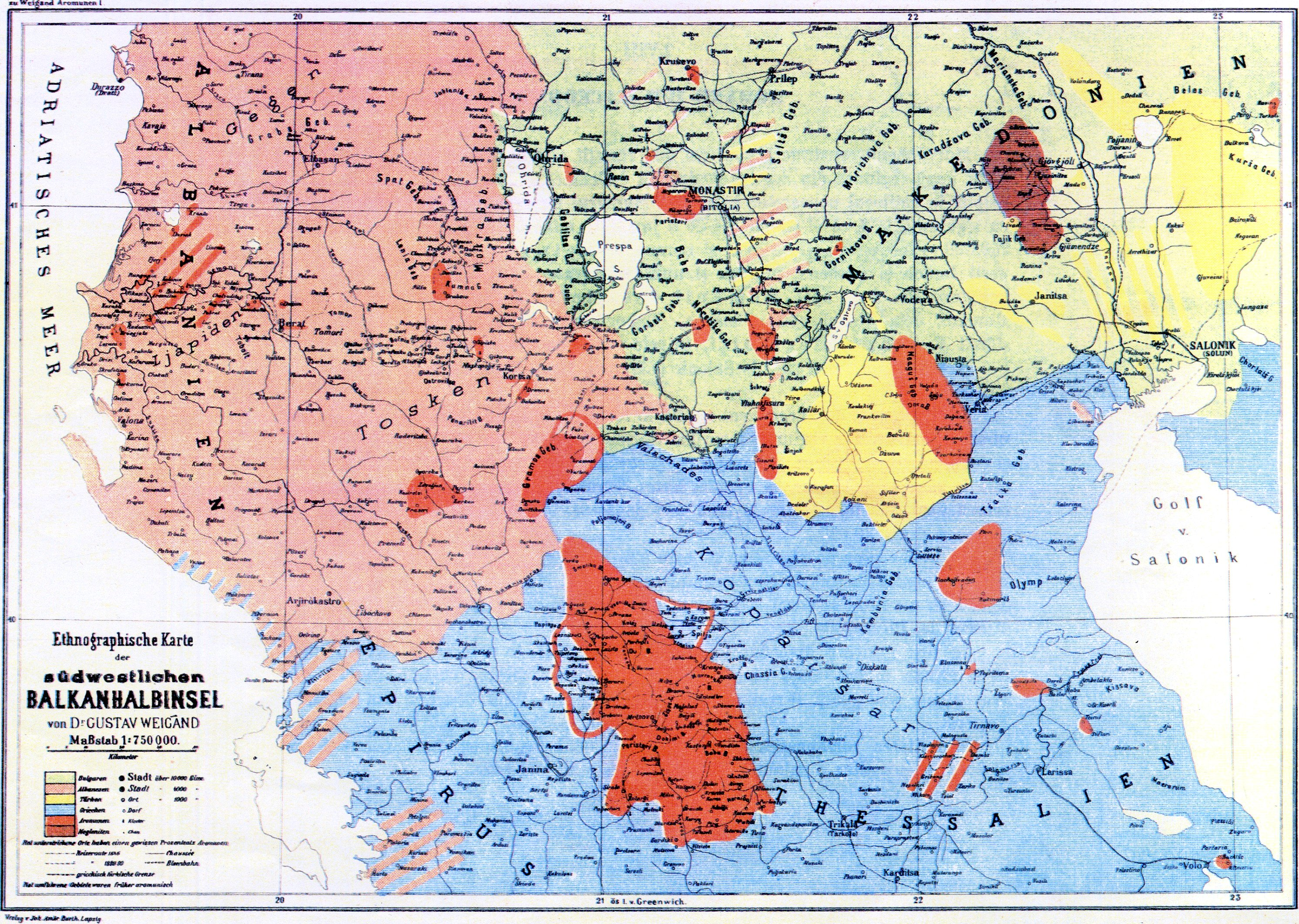
Răspândirea aromânilor (în roșu viu) și a megleno-românilor (în roșu vișiniu) anul 1890

În Evul Mediu, aromânii au creat în 1186 în bazinul Dunării de jos și al Vardarului (sudul actualei Românii, Bulgaria și actuala Macedonie) regatul atunci denumit Regnum Bulgarorum et Valachorum (iar azi cunoscut ca Țaratul vlaho-bulgar, denumit de istoricii bulgari și străini Al doilea țarat bulgar). Au mai existat și principate autonome în valea Vardarului, în Meglen, conduse de vlahii Dobromir Chrysus și Strez. Strez a mărit teritoriul său, ocupând toată Macedonia. Au mai fost și comunități semi-autonome pe teritoriul actualei Grecii, cum ar fi Vlahia Mare sau Vlahia Mică. În Balcanii de Vest, aromânii au participat la conducerea principatelor Zeta și Hum (Zachlumia). Ulterior, aromânii au jucat rolul cel mai important în independența populației lor trăitoare în Imperiul Otoman, azi descompus in mai multe țări sud-dunărene (așa-zise balcanice) cum ar fi Serbia, Muntenegru, Bulgaria, Albania și Grecia față de Imperiul Otoman.
În afara acestor formațiuni politice istorice, aromânii nu au creat, nici revendicat state, cu o singură excepție, efemeră și socotită uneori ca o aventură politică: crearea în 1941, sub controlul Italiei a așa-zisului Principatul Pindului, după ce armata germană a înfrânt Grecia.

## Aromânii astăzi

### În Grecia
În Grecia, aromânii se împart în mai multe grupuri, dintre care cele mai mari sunt: cea a grămuștenilor, cea a pindenilor și cea a fărșeroților (orașul Frashër, Albania). Primele două ramuri se autodenumesc armâni în timp ce fărșeroții se autodenumesc rămăni, rumăni, remeni sau chiar romăni. Toate cele trei ramuri sunt cunoscute de greci sub denumirea de Βλαχοι („vlahoi”).
Grămuștenii și pindenii sunt porecliți depreciativ ca Κουτσοβλαχοι (cuțovlahi, care înseamnă „vlahi șchiopi"); o altă ipoteză avansată ar fi tot un peiorativ, dar turcesc: Koçiflakler, „vlahii berbecilor", referitor la păstoritul cu care se ocupau) sau din Küçükiflak, „micii vlahi, ambele puțin verosimile. Fărșeroții sunt denumiți de greci Αρβανιτοβλαχοι („vlahi arvaniți”) de bulgari drept „vlahi arbănași”, adică „vlahi albanezi”. Grămuștenii sunt concentrați mai ales în nordul și centrul Macedoniei grecești (nomele Cojani, Custura, Florina și Grevena) ,în timp ce pindenii locuiesc în sate din Munții Pindului din Macedonia de sud-vest, în Epirul de nord, respectiv în vestul Tesaliei.

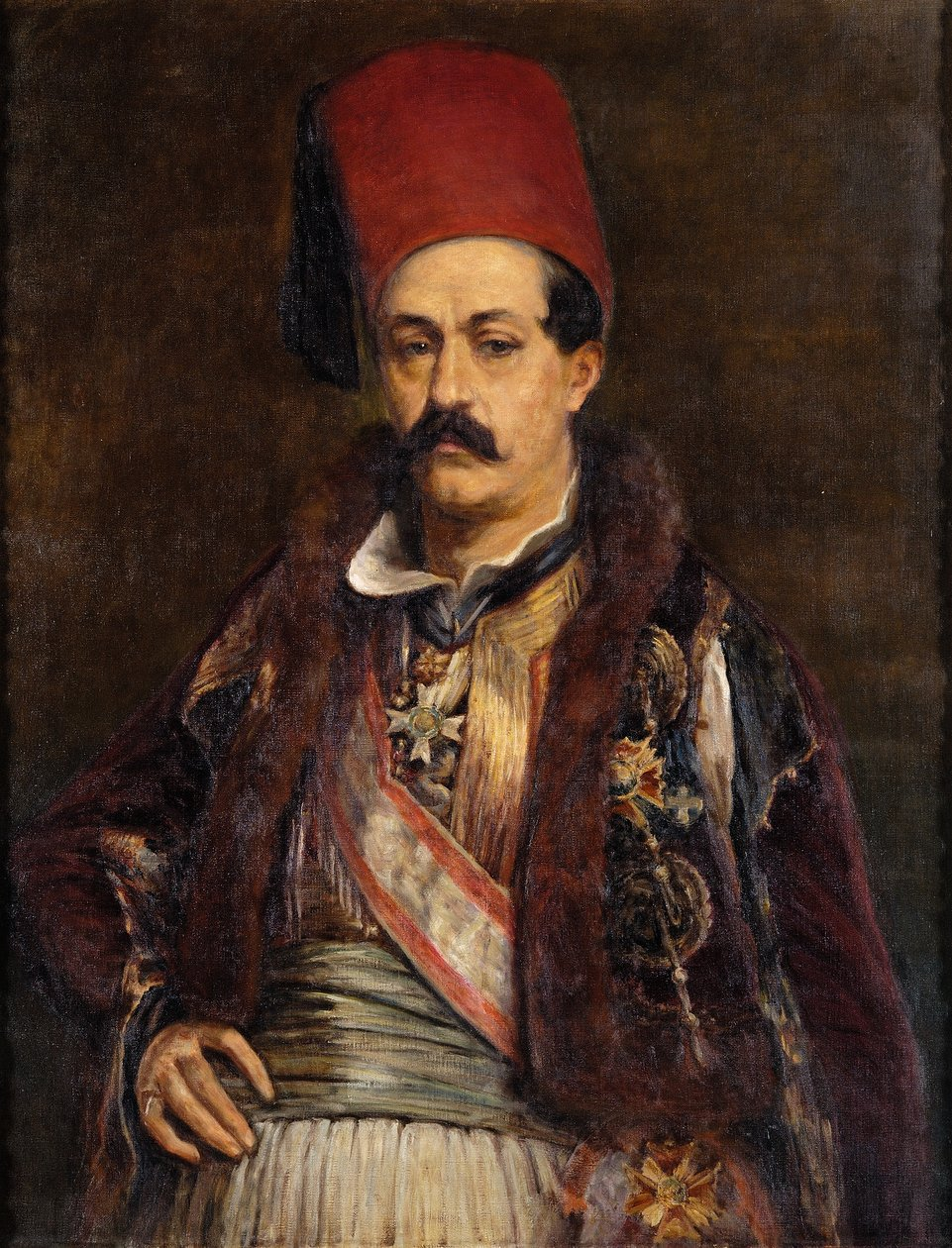
Ioannis Kolettis, aromân, fost prim-ministru al Greciei; m. 1847

Unele comunități de fărșeroți constituie majoritatea locuitorilor din șapte sate situate la sud de Epir, în Aetolia-Acarnania, zona cunoscută în evul mediu sub denumirea grecească de Megali Blaxia (Vlahia Mare). Sate răzlețe, locuite compact de fărșeroți, se întâlnesc și în Macedonia, pe culmile muntelui Vermion (Grămăticuva de sus și cea de jos), dar și în Tesalia de sud-est, în apropierea portului Volos, cum e cazul așezării Sesclu sau Sesklos. Toți fărșeroții se autodenumesc rămăni, însă nu toți aromânii se autodenumesc fărșeroți. Acesta din urma este cazul aromânilor din localitatea Megidei sau Migidei (în grecește Kefalovryso).

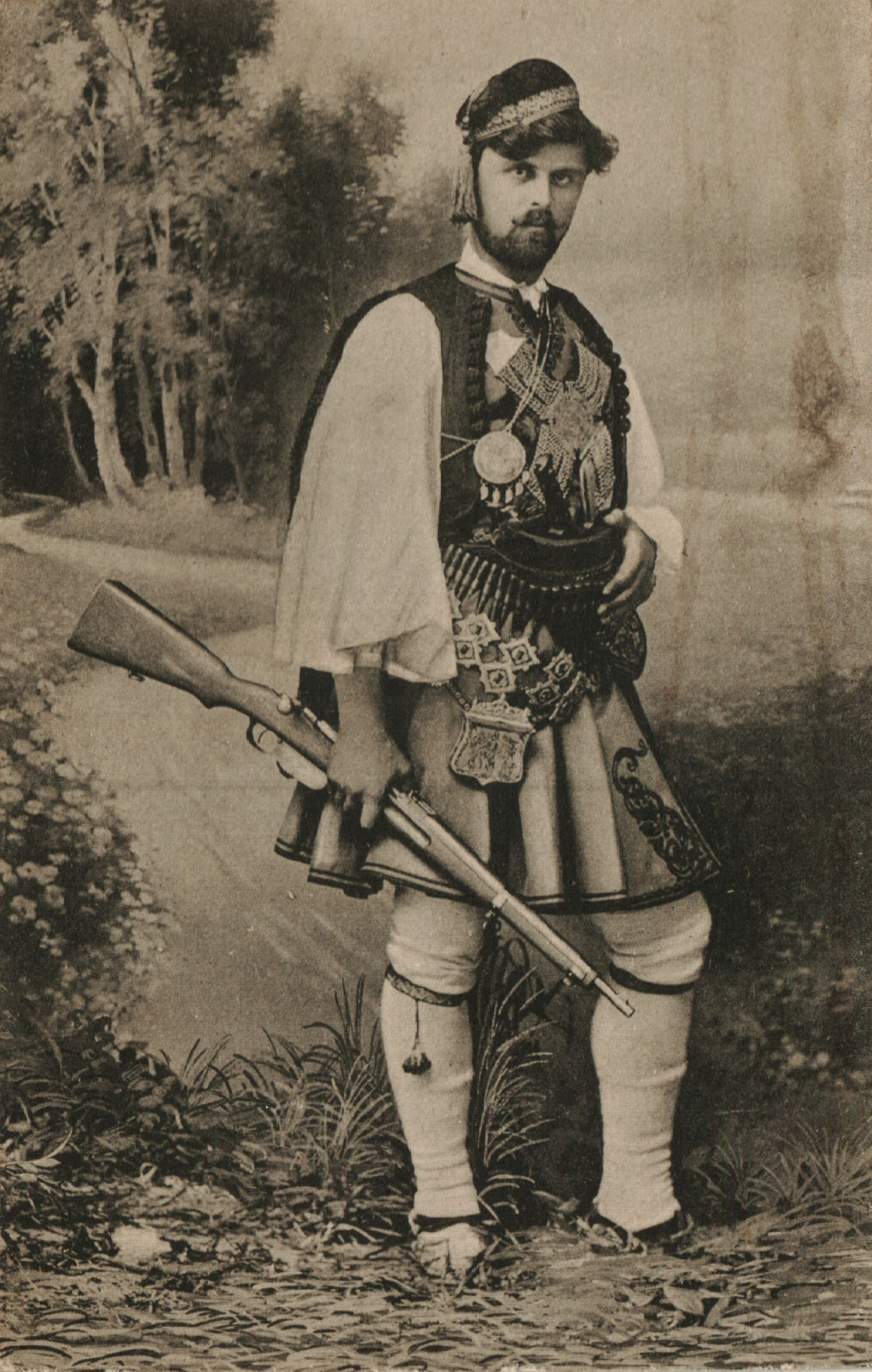
Gheorghe Mucitani, luptător macedoromân pentru libertate. Anii 1903-1907.

O altă populație de aromâni se găsește pe versanții vestici ai muntelui Olimp, în sud-estul Macedoniei grecești. Acești aromâni nu sunt nici grămușteni nici fărșeroți, iar în virtutea geografiei, nu pot fi considerați nici pindeni, întrucât muntele Olimp nu face parte din lanțul munțiilor Pind. Totuși, particularități lingvistice și de altă natură i-au determinat pe cercetători să ajungă la concluzia că acești aromâni (sau vlaho-'olimpieni', cum au mai fost numiți) au rădăcini în așezări tradiționale aromâne din Pind, de unde au emigrat ulterior, în evul mediu timpuriu, în zona Olimpului. Satele locuite compact de aromâni sunt denumite de greci „Τα Βλαχοχώρια" ("Țara aromânilor").
Comunități aromâne mai mici, provenite tot din Pind, se întâlneau odinioară și în insulele Ioniene, indeosebi în Cefalonia, unde se refugiaseră după cucerirea otomană, și unde s-au păstrat până azi localități ca „Vlahata", „Coborata", și nume de persoane ca „Muțatos" sau „Kalovlahos".

#### Grămușteni, pindeni, fărșeroți, moscopoleni:diferențieri lingvistice, culturale și politice
Departe de a fi reprezentat în decursul istoriei o entitate omogenă, cele trei mari grupuri ale aromânimii din Grecia vădesc anumite diferențieri, cel mai probabil datorate influențelor externe la care au fost expuși. Diferențele dintre grămușteni, fărșeroți și pindeni sunt de ordin cultural, lingvistic și, într-o oarecare măsură, vestimentare.
Ca exemplu tipic, verbul a fi se conjugă complet diferit. Astfel: Io hiu/Tini hii/Elu/Ea easti/Noi himu/Voi hits/Ei/Eali suntu la armânii grămusteni(cipani) și Mini est/Tini esht/El/Ea esti/Noi him/Voi hits/Ei/Eli sãnt/sent la fărșeroți. La persoana a II-a singular se spune Tini hii pentru prima grupare sauTini eshtsâ la grămusteni și Tini esht fărșeroți. Formele mini escu/esc au fost semnalate de Theodor Capidan de asemeni la mocanii din Rășinari și la cei din Soveja, Vrancea.
O altă clasificare, mai mult politico-culturală decât etnică, îi împarte pe aromâni în două facțiuni: cea tradițional filo-otomană, ulterior filoromână, și cea filoelenică. Filo-otomanii, majoritari până în 1912, erau denumiți peiorativ de ceilalți turcomani (cei dintre ei care trecuseră la religia islamică, și a căror limbă a evoluat diferit de dialectele aromâne, fiind ziși turciți, ulterior Megleniți după masivul Meglen unde s-au așezat), în timp ce filogrecii, deveniți majoritari după 1913, au fost denumiți peiorativ de cei filo-otomani grecomani respectiv cațaoni, cațani sau căciăuni. De altfel, cara-cațanii respectiv saracacianii sunt, se pare, un grup de aromâni fărșeroti grecizați în secolele al XVIII-lea și XIX-lea.
Inițial, ca orice minoritate, aromânii au căutat mai înainte de orice să poată rămâne în localitățile și zonele pe care le locuiau, încercând să-și concilieze vecinii și autoritățile. Cei dintre ei care, în 1913, după al doilea război balcanic, s-au declarat membri latinofoni ai Ελληνικη εθνικη κοινονια (națiunii grecești) au fost acceptați ca cetățeni de drept în Grecia (în care, ulterior, a apărut teza că originea lor ar fi de căutat printre populația greco-macedoneană romanizată de-a lungul Căii Egnatia). Cei care, în schimb, luaseră poziție împotriva Greciei, precum și o parte dintre cei care, în 1913, au fost puși sub stăpânirea Albaniei, Serbiei sau Bulgariei, au căutat și obținut sprijinul României, constituind de atunci încoace facțiunea filo-română (istoriografia românească socotindu-i, ca și cea sârbească și bulgărească de altfel, ca fiind separați în Evul Mediu timpuriu de românimea nord-dunăreană). O parte dintre aceștia, de altfel, au emigrat și cerut permisiunea de stabilire în „Patria mamă" între anii 1919-1925, fiind așezați în Dobrogea de Sud, descendenții lor constituind astăzi marea parte a comunității aromâne din România. Ceilalți au beneficiat, între 1918 și 1944, de finanțarea unei rețele școlare în limba română în Grecia de nord (prin acord cu acest stat), dar, între 1938 și 1941, o parte din această rețea a propovăduit elevilor ideile ultra-naționaliste ale Legionarilor, ceea ce s-a încheiat prin desprinderea definitivă a unei părți din aromânii filo-români de Grecia, prin „aventura principatului din Pind" și printr-un dezacord profund și durabil între aromânii filo-eleni și cei filo-români.
Localități compact filoromâne se pot întâlni astăzi în munții Pindului la Avdela, Turia (în grecește Deskati), în munții Vermion la Doliani și cele două Grămăticova, la Cândrova, la Selia lânga Veria, și parțial la Băiasa (Vovousa) și Perivoli. Aromâni cu simțământe filoromâne mai există, deși în minoritate, în multe alte localități, dar majoritatea dintre aceștia trăiește astăzi în România sau în diaspora.
În Grecia, bulgarii denumiți „eleni slavofoni" și albanezii, numiți „eleni albanofoni" sau arvaniți, nu sunt recunoscuți ca minorități naționale. În Grecia, doar cei ce descind din vechii eleni sunt recunoscuți ca băștinași. Majoritatea acestora sunt grecii propriu-ziși, dar și aromânii filo-eleni sunt considerați băștinași și membri ai națiunii, ca „greci vorbitori de limbă neolatină" sau chiar „vorbitori ai unui idiom grecesc" (fabricând o istorie antică și o lingvistică alternativă și supralicitând rolul jucat de aromâni în crearea Greciei moderne) parte din Elleniki ethniki koinonia (comunitatea neamului elenic). Guvernul grec nu face nimic pentru păstrarea limbii aromânilor din Grecia. Prin asociațiile sale pan-elenice îngrădește drepturile de manifestare culturale aromânești, acționează pentru orientarea opiniilor împotriva acțiunilor românești vezi scrisoarea POPSV către Consiliul Europei. De asemenea, Grecia investește resurse financiare importante pentru ca aromânii din Albania, Republica Macedonia și Bulgaria (incluzând sărăcăcienii din Bulgaria - aromâni nomazi elenizați) să se declare greci.

### În Albania

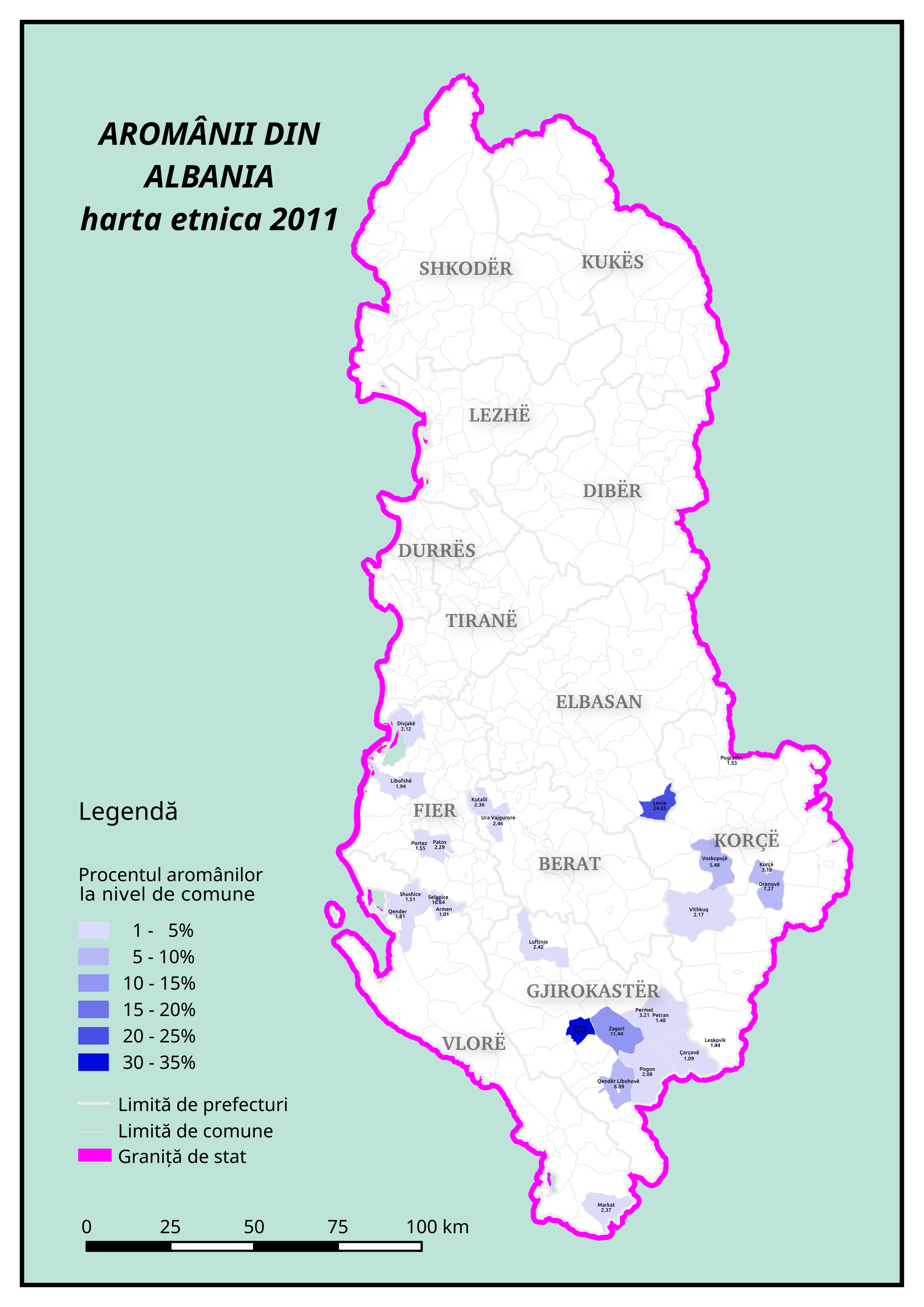
Aromanii din Albania după datele oficile ale recensământului din 2011

Cea mai mare parte a aromânilor din Albania, care numără în jur de 80.000 (după unele surse numărul lor ar fi de peste 300.000 de persoane) de persoane, se denumesc ei înșiși rămâni, astfel încât clasificarea lor simplu ca aromâni este problematică. Ei aparțin ramurii fărșeroților și sunt concentrați în zona muntoasă din sud-vestul Albaniei în jurul orașului Corcea. O altă parte a aromânilor a fost sedentarizată în zona de câmpie din jurul orașelor Fier ajungând până pe malul Mării Adriatice la Vlora (Avlona). În anumite cazuri, sate speciale s-au alocat pentru aceștia de către statul albanez cum ar fi așezarea denumită Anton Poci. Cea mai cunoscută așezare istorică aromână este localitatea Moscopole (distrusă aproape în totalitate de trupele albaneze conduse de Ali Pașa în 1788) din sud-estul Albaniei. Aromânii din Albania nu sunt recunoscuți de către autoritățile albaneze ca minoritate națională (singurele minorități recunoscute ca naționale sunt grecii, macedonenii și muntenegrenii, ultimele două minorități fiind mai puțin numeroase ca aromânii), dar în schimb sunt recunoscuți sub denumirea generică și impusă de „Vlahi”. Ei nu beneficiază de mijloace destule (școli, mass-media, instituții culturale, susținere guvernamentală) pentru a-și păstra identitatea proprie.
Din acești rămâni, mulți bărbați practicau încă în anii 1950-60 transhumanța, fără să aibă domiciliu fix, așa cum i-a surprins etnologul clujean Petru Neiescu într-una din vizitele sale pe teren. Se pare că aceștia nu sunt fărșeroți propriu-ziși, ci saracaciani care au reușit să scape de procesul de grecizare stabilindu-se în decursul diferitelor perioade istorice în spațiul albanez. Vechea politică de sprijinire de către București a instituțiilor de învățământ și stabilimentelor bisericești pentru rămânii aromâni pare să se reînnoade și, mai recent, Atena se confruntă cu concurență din partea României. În Albania, pe lângă susținerea școlii și grădiniței de la Divjaka, unde învață româna și aromâna  peste 60 de copii, s-au alocat peste 2 miliarde de lei pentru Biserica ortodoxă aromână "Schimbarea la Față" din Corcea, patronată de Patriarhia română unde activează preotul-paroh aromân fărșerot Dumitrache Veriga. Cel mai vestit și apreciat fotograf profesionist contemporan din Albania, Aurel Duka, este aromân. Fatos Nano, alt aromân, a fost prim-ministru din partea Partidului Socialist în perioada 1991-2005.
Pe 13 octombrie 2017, Parlamentul albanez, la cererea Uniunii Europene (ca o condiție pentru o viitoare aderare la blocul comunitar), a votat un proiect de lege privind protecția minorităților etnice, aromânii primind astfel statut oficial de minoritate națională.

### În Macedonia
În Republica Macedonia de Nord, aromânii aparțin mai ales ramurii grămuștenilor și sunt concentrați în regiunea Štip-Kočani, respectiv Ovce Polje.

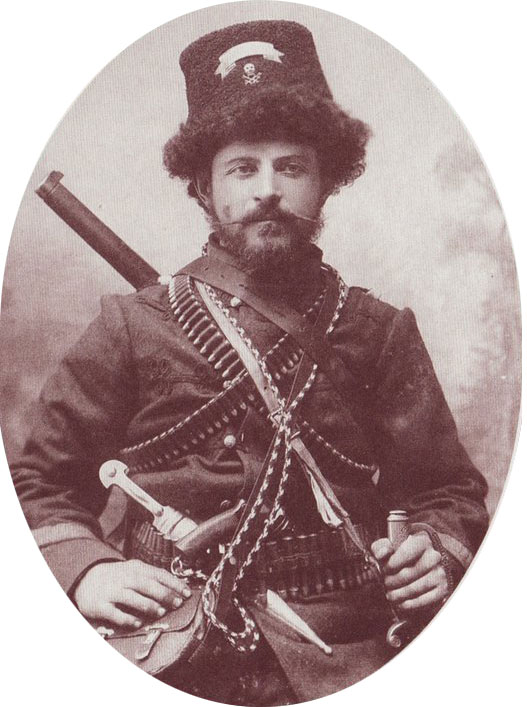
Pitu Guli, etnic vlah din Crușeva, Macedonia, erou național căzut în 1903

La mică distanță de Bitola, la o altitudine de 950 de metri, se află două așezări tradiționale aromâne, Gopeș, respectiv Muloviște, unde au existat școli românești și puternice nuclee filoromâne încă din anii 1880. Aceste două așezări oarecum izolate se remarcă printr-o arhitectură vernaculară în care predomină case solide și spațioase din piatră, construite uneori cu mai multe nivele.
Un caz aparte îl reprezintă satele Beala de Sus și Beala de Jos, situate tot la mare altitudine, lângă granița cu Albania și care sunt locuite de fărșeroți, parțial în comun cu albanezi ghegi.
Cea mai timpurie prezență a populației aromânești în Ohrida datează din 1778, când aceasta a venit din Voskopojë (Moscopole), apoi din Cavaia (la sfârșitul secolului al XVIII-lea), din regiunea Myzeqe, Elbasan, Llëngë și Mokër (la mijlocul secolului al XIX-lea) și, de asemenea, de la Gorna Belița și Muloviște (la sfârșitul secolului al XIX-lea). O mare parte din populația aromână din Ohrid a emigrat în Triest, Odesa și la București.
În Macedonia de Nord, guvernul recunoaște cifra oficială este de 8.467 aromâni care au o situație mai bună decât în alte țări fiind reprezentați în parlamentul macedonean și având dreptul să-și păstreze identitatea etnică, lingvistică, religioasă și culturală, precum și dreptul la învățământ în limba maternă, în parte și datorită faptului că aromânii sunt printre puținele naționalități conlocuitoare care susțin tânăra republică macedoneană.

### În Bulgaria
Aromânii erau concentrați până de curând în regiunea Pirin sau Macedonia Pirinului, la sud-vest de Sofia, în jurul localității Giumaia sau Dzumaia de munte, astăzi parte a orașului redenumit Blagoevgrad, care, până în 1913, s-a aflat sub administrație otomană directă. După această dată, Giumaia a intrat în componența statului bulgar, iar aromânii grămușteni de aici (supranumiți „cipani”) au fost supuși unei campanii dure de bulgarizare. Din acest motiv, o mare parte a acestora s-a stabilit ulterior în Regatul României, în Cadrilater, de unde au fost împroprietăriți ulterior în Dobrogea de nord.
Un alt segment al aromânilor grămușteni din zonă, aceștia filo-eleni, s-au mutat în nordul Greciei, unde pot fi intâlniți și astăzi în orășelul Prosotsani. În Bulgaria propriu-zisă, aromânii se află astăzi doar izolat, în aria muntoasă din sud-vest. În număr mai mare locuiesc în așezarea Peștera, dar marea majoritate a aromânilor a fost bulgarizată în decursul secolului XX, prin asimilarea școlară. Există în această țară toponime (Cleava, Cula, Clocotnița, Lunga, Montana, Petrossa, Repeda, Vlahina...) și patronime (Frațev, Skurtov, Vlahov...) care până astăzi amintesc de fosta aromânime din Bulgaria, astăzi minimizată de istoriografia oficială.
În afară de aromâni, denumiți de bulgari vlasi, Bulgaria găzduiește o importantă populație de vorbitori ai limbii române (dialectul daco-român), care se autodenumesc rumâni. Acești vorbitori, denumiți de bulgari vlahi nu sunt aromâni, ci au un grai asemănător cu graiurile oltenești. Aria de răspândire a acestor români se află mai ales în jurul Vidinului și de-a lungul Dunării până aproape de Ruse.
Pe lânga aceștia, există în nord-estul țării și o populație de rudari, romi vorbitori de limbă română (din cauza faptului că înaintașii lor au trăit în robie în Țara Românească timp de mai multe secole, până la mijlocul secolului XIX). Aceștia sunt denumiți impropriu tot vlahi (vezi mai jos).
Aromânii stabiliți în orașele din Bulgaria, mai ales la Sofia, unde influenta colonie macedoromână a prosperat până la începutul secolului XX sunt cunoscuți sub numele de țințari, denumire sub care aromânii sunt cunoscuți în Serbia (http://www.armanami.org/article.php?idArticle=53 Arhivat în 27 septembrie 2007, la Wayback Machine.).
De curând, aromânii „vlasi" din Peștera și românii „vlahi" din Vidin au început să se organizeze în comun, sub egida unei organizații care îi va cuprinde sub un singur nume etnic, respectiv cel de român . Aromânii și vlahii români nu sunt recunoscuți ca minoritate în pofida intervenției de acum câțiva ani făcute de prim-ministrul de atunci Adrian Năstase .
Recensămantul bulgar din 1926 dădea următoarele cifre: 69.080 de români, 5.324 aromâni, 3.777 „cuțovlahi”, 1.551 „țințari" (în total 79.728 de persoane). Divizându-i în diferite subramuri, sub diferite nume, care desemnează de fapt una și aceeași etnie, bulgarii au încercat să dilueze ca număr și mai mult elementul româno-vlah din această țară. Pe teritoriul Bulgariei se află și o populație sedentarizată de saracaciani, concentrată în jurul orașului Sliven. Unii istorici i-au considerat pe saracaciani drept aromâni fărșeroți grecizați.
Numărul real al aromânilor din Bulgaria este momentan imposibil de aflat. Deși la recensământul bulgar din 2001 „vlahi" s-au declarat 10.566, iar alte 1.088 persoane drept „români", în regiunea Blagoevgrad (unde aromânii erau cândva predominanți), doar șapte persoane s-au declarat „vlahi" și alte 45 de persoane drept „români". În regiunea Sofia, 195 persoane s-au declarat „vlahi" și 93 persoane drept „români". În orașul Sofia, 26 persoane s-au identificat drept „vlahi" și alte 20 persoane drept „români", iar în regiunea Pazargik (a nu se confunda cu județul Bazargic!) 109 persoane s-au identificat drept „vlahi" și 34 drept „români". O situație similară este prezentă în cazul românilor propriu-ziși din nordul Bulgariei.
Cele mai multe persoane care s-au declarat drept „vlahi" sau „români" la recensământul bulgar din 2001 locuiesc tocmai în nord-estul Bulgariei, fiind vorba cel mai probabil de romi românofoni (așa-zișii „țigani vlahi" care vorbesc un grai mixt româno-țigănesc - vezi mai sus): în regiunea Varna s-au declarat 3.620 persoane drept „vlahi" și 440 persoane drept „români". Drept „vlahi" s-au mai declarat 1.137 persoane în regiunea Șumen (la care se adaugă 58 persoane care s-au declarat „români"), 1.066 în regiunea Veliko Târnovo (+60 persoane declarate drept „români"), 940 în regiunea Razgrad (+118 persoane declarate drept „români").

### În Serbia
Actualmente este estimat la aproximativ 15.000 numărul aromânilor din Serbia. Veridicitatea acestor cifre este însă îndoielnică, deoarece la aceste cifre este posibil să fi fost incluși și daco-români, având în vedere că spațiul etnic tradițional aromân nu se întinde și în Serbia, populația aromână emigrând dinspre sud, în special din Macedonia. Majoritatea aromânilor din Serbia nu mai vorbesc limba aromână. Sârbii îi numesc „țințari" („cincari"). Pentru aromâni, țințari e un exonim mai degrabă depreciativ (sinonim în sârbește cu avar și hrăpăreț) căruia unii dintre ei îi acordă o etimologie mai nobilă, bazată pe apartenența limbii lor la familia romanică, dar fantezistă: copiii [sin] împăratului [țar]. Rolul aromânilor în istoria modernă a Serbiei, mai ales în ceea ce privește introducerea capitalismului în Balcani, este analizat de Dušan Popović în O Cincarima.
În regiunea Knjaževac, trăiesc câteva zeci de familii de aromâni. La recensământul din 1921, au fost numărați aici (în fosta regiune „Zaglavak") 69 de „vlahi", aceștia fiind grupați în satele Radičevac, Varoš și Bučje. În districtul Toplica, au fost numărați în 1921: 143 de „vlahi", în actuala regiune Kosovo și Metohia (fostele districte Zvečane, Kosovo și Metohia) au fost numărați 88, respectiv 178 și 61 vlahi. În districtul Kruševac au fost numărați 325 de vlahi, aceștia fiind grupați mai ales în satele Stepoš, Trimčari și Vitanovac.
Ca mărturie a existenței aromânilor în Serbia au rămas câteva necropole cu petroglife protejate de UNESCO la Prijepolje, Bajina Bašta și Perućac lângă granița cu Bosnia și Herțegovina. Pe lângă necropolele enumerate mai sunt și altele, cu pietre funerare degradate, vandalizate sau refolosite. La cererea făcută către UNESCO de către un grup de state din fosta Iugoslavie nu s-a menționat contribuția vlahilor la apariția acestor monumente.

### În Bosnia și Herțegovina

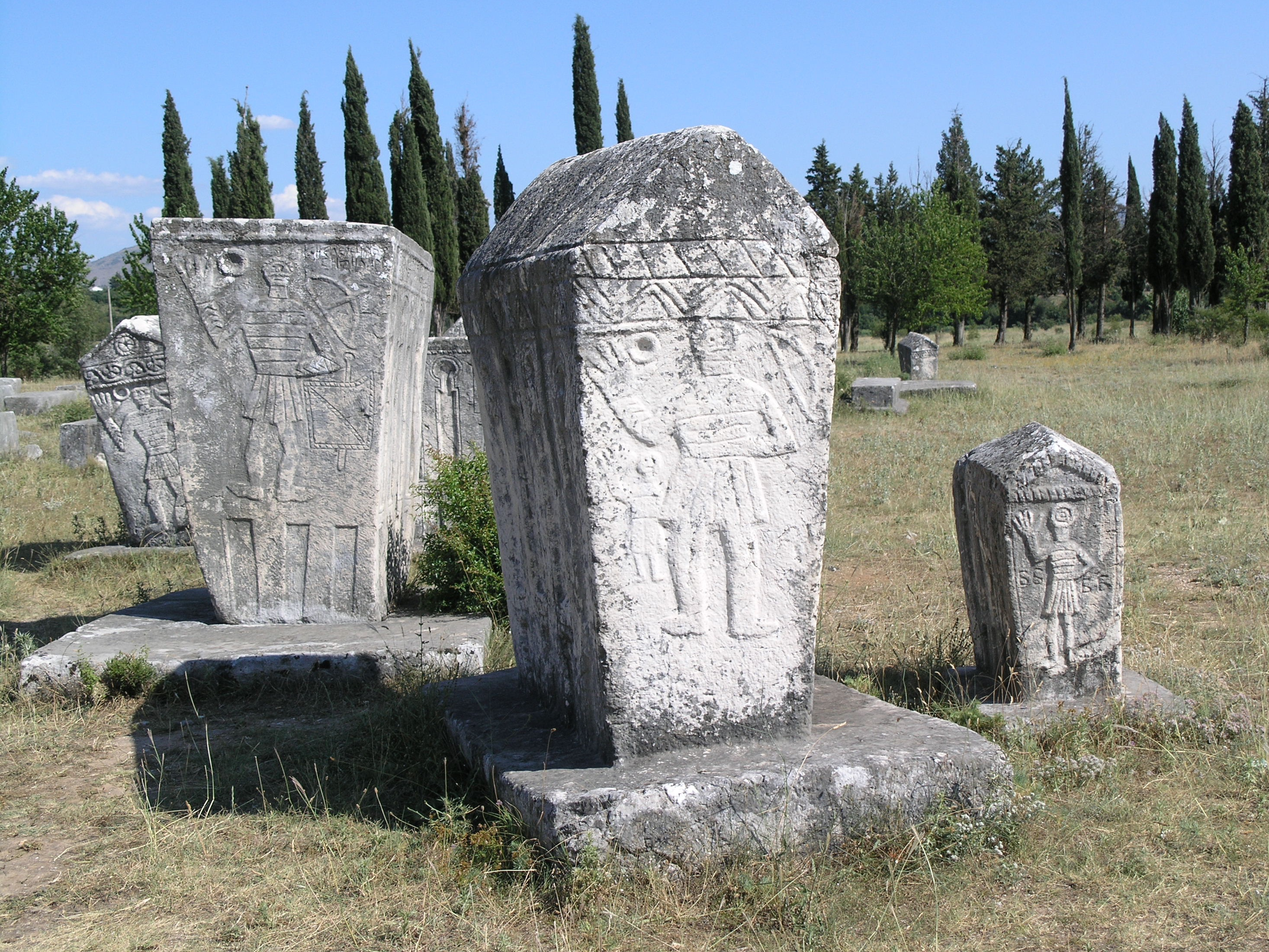
Petroglife cu aromâni în veșminte tradiționale pe pietrele lor funerare

Ca și în Serbia, în Bosnia și Herțegovina, aromânii numiți aici vlahi sau caravlahi sau morlaci (adică vlahii de nord), nu mai vorbesc limba maternă. Au fost slavizați și apoi o mare parte au fost islamizați. Au avut o perioadă de avânt economic în Evul Mediu când au participat la conducerea ținuturilor Hum (Zachlumia) și Zeta. Ei vorbeau o limbă asemănătoare cu limba română, dar urmașii lor vorbesc o limbă slavă.  

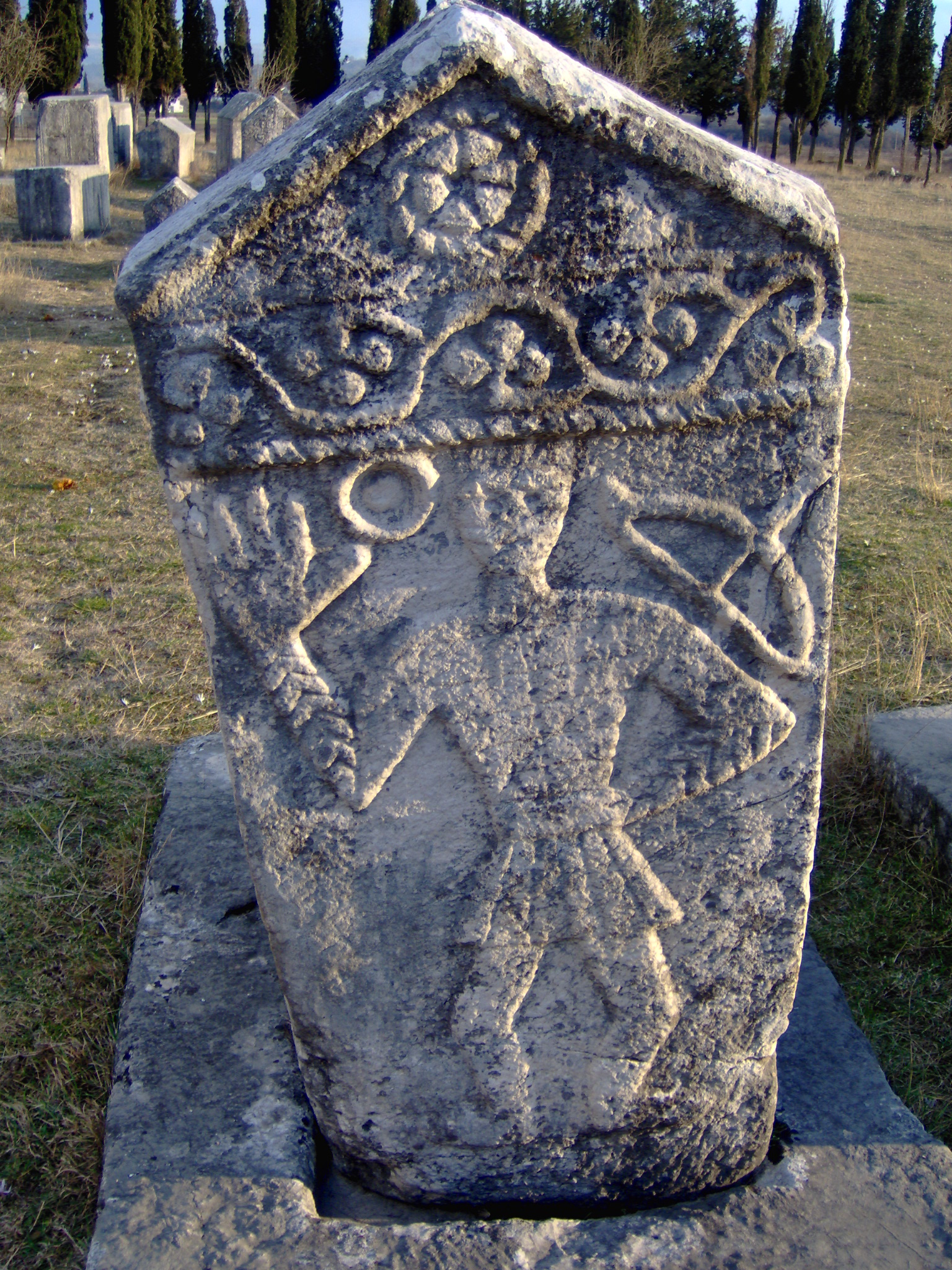
Aromân din evul mediu pe un monument funerar din necropola Radimlia (Radimlja in sârbă).

După unii autori, majoritatea sârbilor din Republica Srpska din actuala Bosnie sunt de origine vlahă, la fel ca majoritatea populației din Bosnia și Herțegovina.
Monumentele funerare din Bosnia și Herțegovina (stecci în sârbă), din secolele XII-XIV aparțin vlahilor/aromănilor, care vorbeau un dialect al limbii române  Pe pietrele funerare medievale, din necropolele protejate acum de UNESCO (Radimlja, Blidinje, Umoljani, Boljuni etc.) se mai pot vedea petroglife cu aromâni cu fustanela lor tradițională, mărturie a unui trecut prea puțin cunoscut.

### În Croația
În Croația și mai ales în Dalmația, vlahii sau aromânii erau cunoscuți sub numele de morlaci, nume dat de italienii din Dalmația (caravlah, maurovlah, morvlah, morlac, nume tradus din limba turcă, unde cara înseamnă negru, dar și nord în geografia turcă). Ca și în Bosnia și Herțegovina, vlahii au fost slavizați, dar au rămas bilingvi până în secolul al XIX-lea. Unii morlaci au fost islamizați, unii au devenit catolici și o altă parte au rămas ortodocși. În urma lor au rămas faimoasele necropolele cu petroglife (câteva protejate de UNESCO), dar și câteva balade folclorice culese de folcloristul italian Alberto Fortis, în urma unei călătorii în teritoriile morlacilor. Dintre balade cea mai cunoscută este "Hasanaginica", legată de tragedia unei familii a unui morlac islamizat, Hasan Aga. Întrucât în Croația nu sunt organizații ale vlahilor, necropolele vlahilor și folclorul lor este treptat atribuit culturii slave, negându-se originea vlahă.

### În România

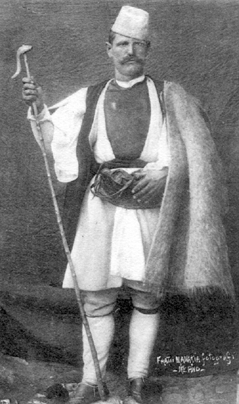
Aromân în veșminte tradiționale

În România, slavofonii, turcofonii, germanofonii și maghiarofonii nu sunt recunoscuți ca populație nativă, ci drept minorități naționale. În România, sunt recunoscuți băștinași cei ce descind din vechii Traci/Daci romanizați: Proto-Românii. Majoritatea acestora sunt Românii propriu-ziși. Aromânii au un statut particular: considerați drept "Români din sudul Dunării", ei nu sunt recunoscuți drept minoritate națională, ci ca o parte din neamul românesc, repatriată din Balcani în patria-mamă, conform teoriei istorice care afirmă că "vatra străromână" se găsea exclusiv în nordul Dunării (această teorie este predominantă în România, Serbia și Bulgaria).
Majoritatea aromânilor din România se consideră "Români din sudul Dunării", ca și Dobrogenii: potrivit unei ample anchete efectuate de profesorul german Thede Kahl în anul 1998, în satele din Dobrogea, 70-75% dintre locuitorii aromâni nu se consideră sau nu vor să fie considerați minoritate etnică. Datele acestei anchete, care susțin teza potrivit căreia cei mai mulți aromâni din România se consideră români, s-au concretizat în lucrarea de doctorat a lui Kahl intitulată Ethnizität und räumliche Verteilung der Aromunen in Sudosteuropa (Etnicitatea și răspândirea teritoriala a aromânilor din Europa de sud-est).
O minoritate activă se consideră totuși "minoritate etnică" și au adresat guvernului României o cerere ca să fie recunoscuți drept minoritate națională. Datele statistice oscilează însă în privința tendinței aromânilor de a se autoconsidera minoritate națională, culturală sau doar lingvistică. Aceste date sunt divergente și contradictorii. Astfel, un segment al aromânilor, provenit mai ales din grămuștenii bulgari (foști locuitori ai comunelor din jurul Giumaiei, actualul Blagoevgrad, din vecinătatea Sofiei, emigrat în România în valuri succesive după 1926) și vorbitor al unei variante de aromână arhaică, au înaintat autorităților din București petiții în care au cerut recunoașterea statutului de minoritate etnică (pe lângă celelalte 19 minorități etnice deja recunoscute în România). La sosirea lor în România, acești grămușteni au fost colonizați ca "macedoni", iar cetățenia regatului România le-a fost acordată abia după un deceniu.
Orientarea acestor grupuri de aromâni este motivată de dorința de a-și păstra vorbirea proprie. Statutul de minoritate le-ar permite să-și păstreze mai bine specificul etnic, cultural și lingvistic. Subdialectele aromânei aparțin patrimoniului european și este în interesul Europei ca acestea să fie protejate și să li se confere un statut aparte. Aromânii figurează de mai mulți ani pe listele unor organizații europene care au în vedere situația popoarelor așa zis „periclitate" (pe cale de asimilare ireversibilă).
Unii aromâni marcanți din România, cum ar fi Matilda Caragiu-Marioțeanu, susțin tot mai frecvent că aromânii din România s-ar afla actualmente într-o criză de identitate profundă. Această criză este artificial întreținută de interferențele politice în domeniul cercetărilor filologice, istorice, etnologice și lingvistice, care se manifestă prin teorii contradictorii și dispute privind originea lor. Istoriografiile moderne, impregnate de naționalisme (vezi O istorie sinceră a poporului român, de Florin Constantiniu), tind a demonstra o origine cât mai monoetnică și o întâietate cât mai timpurie a fiecărui popor, chiar în teritoriul acoperit astăzi de statul care îl reprezintă: „vatra străromână" doar în România, teoria vechilor slavi de sud evoluând singuri în Serbia și Bulgaria, sau „grecii latinizați" ca strămoși ai Aromânilor, intră în această tendință. În astfel de teorii, Linia Jireček, Țaratul Vlaho-Bulgar, Iașii sau ponderea Cumanilor la Dunărea de Jos și în Balcani, nu sunt negate de nimeni, dar sunt trecute sub tăcere, iar în dezbaterea istorică, rolul strămoșilor minorităților de azi este minimizat, sau chiar ocultat. În acest context, Românii sud-dunăreni apar ba ca imigranți de origine nord-dunăreană în țările balcanice (unde sunt totuși menționați încă din secolul VII, în episodul Torna fratre din Teofan Spovednicul și din Theofilact din Simocatta), ba ca rămășițe răzlețe ale unei latinități sud-dunărene strămutată tardiv în nordul Dunării (teoria istoriografiei maghiare, inițiată de Robert Rössler), ba ca greci latinizați fără nicio legătură cu Românii (teoria istoriografiei elene, care nu ține niciun cont de realitatea unui ansamblu lingvistic roman oriental). Astfel disputați, cum n-ar avea probleme identitare?
Istoricul aromân Neagu Djuvara propune altă variantă: așa cum, în Peninsula Iberică, în Galia și în Peninsula Italică, populațiile latine locale (anume Iberii romanizați, Celții romanizați și Italicii) au evoluat diferit de la nordul la sudul zonelor respective, la fel în Peninsula Balcanică și la Dunărea de Jos, populația Daco-Tracă romanizată a evoluat diferit de la nordul la sudul zonei, „vatra străromână" întinzându-se la nordul liniei Jireček pe ambele maluri ale Dunării, iar despărțirea Românilor de Aromâni (și de Megleno-Români) producându-se fără ca unii să descindă din ceilalți, prin instalarea Slavilor între ei, și prin evoluția separată din Proto-Română în Română și în Aromână. Singurele Românii populare care se datorează unor migrațiuni ar fi, în această ipoteză "sedentaristă", grupul Istro-Românilor și Vlahia moravă. Toți ceilalți ar fi băștinași acolo unde trăiesc, fie ei Români sau Aromâni...

### Aromânii din diaspora
Exceptând statele din Peninsula Balcanică, unde aromânii sunt autohtoni, există comunități sau grupuri de emigranți aromâni care trăiesc în diasporă. Cele mai importante și bine organizate se află în Statele Unite ale Americii și Canada, în Australia, respectiv în Franța și Germania, dar și în România. Originea acestor comunități este diversă. Germania e țara în care, la Freiburg, își află sediul una din cele mai importante organizații ale aromânilor, cu caracter transnațional, intitulată „Uniunea pentru cultura și limba aromână".
Decanul de vârstă și liderul necontestat al diasporei aromâne este profesorul Vasile Barba din Freiburg. Născut în Grecia, în Megali Livadhia, s-a stabilit în perioada interbelică împreună cu familia în România, de unde a emigrat în Germania. Vasile Barba a contribuit la adoptarea Recomandării 1333/1997 a Adunării Parlamentare a Consiliului Europei privind limba și cultura aromânilor, document care în Grecia a fost criticat ca "o nouă iradea (decret) a Sultanului din 1905" și care a recunoscut la timpul respectiv vlahii ca etnie separată de greci în cadrul Imperiului Otoman. Într-un interviu Arhivat în 28 iunie 2008, la Wayback Machine. din martie 2006, Barba a declarat că „România e singura patrie a aromânilor”.
La Freiburg se află, de mai bine de o jumătate de veac, o amplă bibliotecă macedoromână. 
În Italia, la Salo, a trăit în exil Constantin Papanace, aromân născut la Veria, ajuns mai apoi deputat în Parlamentul României și ministru de finanțe.
În America, Societatea Fărșărotul, înființată în 1903 de Nicolae Cican, un fost elev al școlilor românești din Albania, este încă activă în statul Connecticut și cuprinde grupuri eterogene de aromâni, care uneori își percep identitatea în mod diferit sau chiar antagonic unii față de ceilalți. În conjuncție cu Societatea Fărșărotul, deși cu personalitate proprie, se află „Congresul pentru cultura macedoromână”, condus de Aureliu Ciufecu, originar din comuna Pleasa, Albania, și absolvent al Liceului Român din Salonic, Grecia. În prezent, Ciufecu este consul onorific al României în Statele Unite. Pentru un timp, Ciufecu a fost secretar al Societății Fărșărotul, el fiind înlocuit ulterior de mai tânărul Nick Balamaci, un aromân născut în Statele Unite, căruia i s-a reproșat temporar o atitudine fățiș conciliatoare progreacă reflectată în tonul editorialelor publicate în buletinul societății.
Societatea Fărșărotul se află în vizorul diplomaților eleni de la Ambasada Greciei la Washington, D.C., care tradițional monitorizează activitatea diasporei aromâne, deseori acuzată de activități așa-zise antielene.
În Franța, unii aromâni sunt grupați sub egida asociației 'Tră Armănami' de la Paris, condusă de omul de afaceri și absolvent al Politehnicii din București Iancu Perifan, care în vremea studenției și ulterior a fost membru al Mișcării Legionare.

## Personalități aromâne

### Artă și literatură
- Alexandru Arsinel —comic și actor

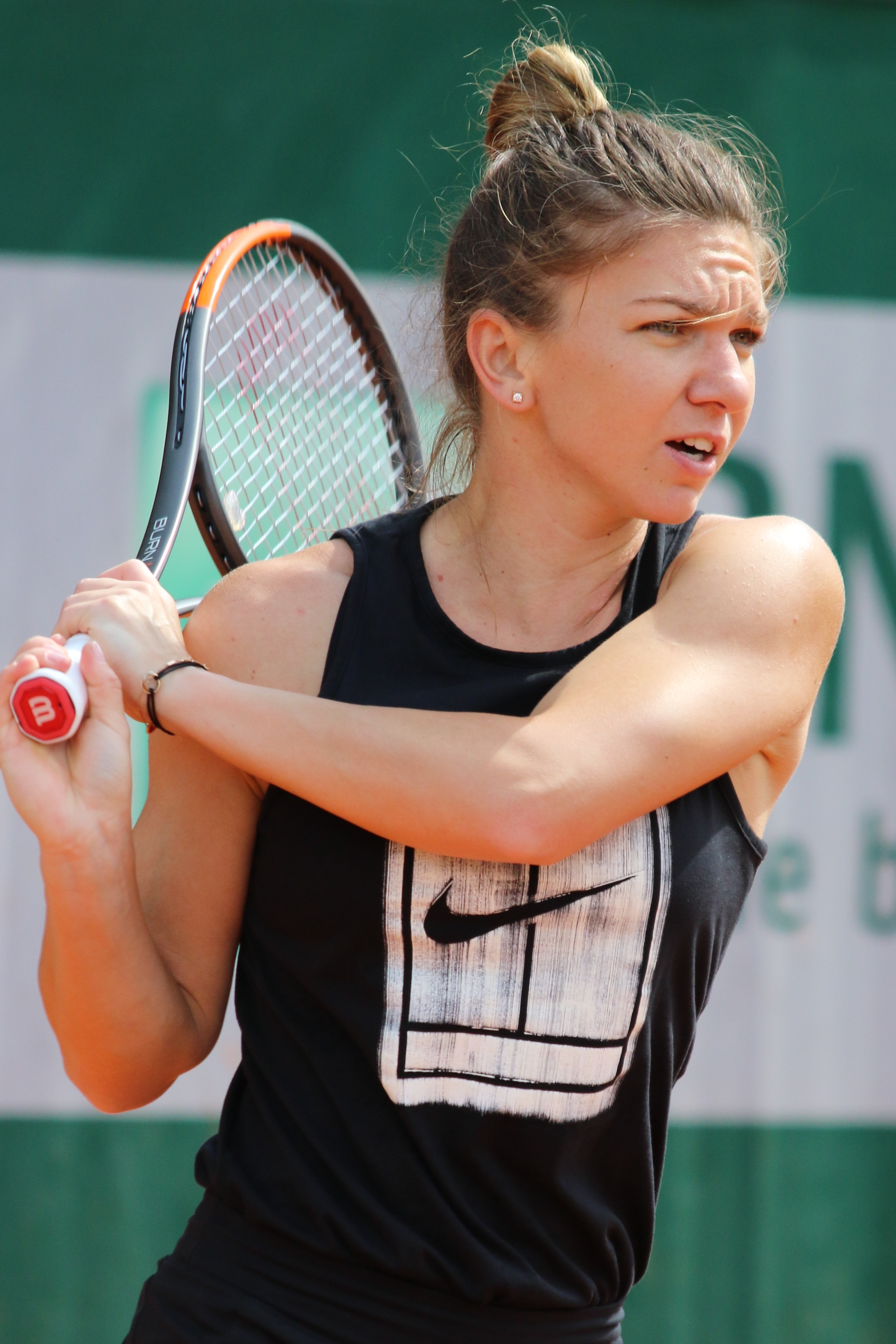
Simona Halep

- Ion Luca Caragiale — dramaturg, povestitor, poet, director de teatru, comentator politic și jurnalist
- Toma Caragiu — actor de teatru, televiziune și film
- Elena Gheorghe — cântăreață
- Stere Gulea — regizor de film și scenarist
- Sergiu Nicolaescu — regizor de film, actor și om politic
- Constantin Noica —filozof, eseist și poet
- Branislav Nušić — dramaturg, satiric, eseist, romancier
- Jovan Sterija Popović - dramaturg, poet, avocat, filozof și pedagog
- Camil Ressu — pictor și academician

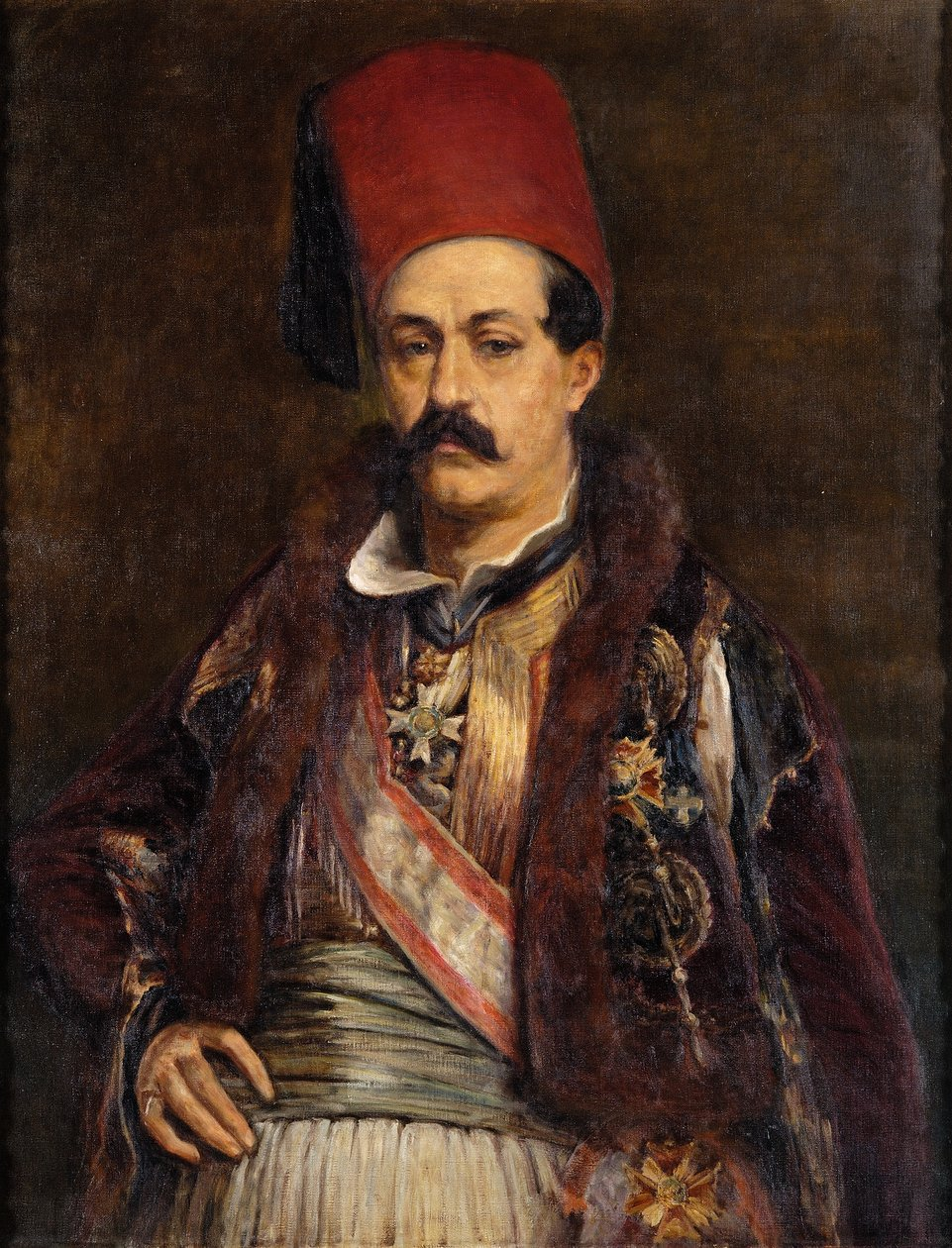
Ioannis Kolettis, fost prim-ministru al Greciei

- Lika Yanko — pictoriță
- Florica Prevenda —pictorițăd
- Toše Proeski — cântăreț

### Drept, filantropie și comerț
- George Averoff — om de afaceri și filantrop
- Gigi Becali — om de afaceri și om politic
- Emanoil Gojdu — avocat
- Familia Mocioni — baroni, filantropi și bancheri
- Simon Sinas — bancher, aristocrat, binefăcător și diplomat
- Georgios Sinas — antreprenor, bancher și binefăcător național
- Evangelis Zappas — filantrop și om de afaceri
- Pitu Guli — revoluționar
- Alexandros Papagos — ofițer de armată
- Mitri Vlahu — revoluționar

### Politică
- Apostol Arsache — politician și filantrop
- Nicolae Constantin Batzaria —politician, activist și scriitor
- Michael Dukakis - fost guvernator al statului Massachusetts
- Ion Caramitru —politician și actor
- Costică Canacheu —politician și om de afaceri
- Vladan Đorđević — politician, diplomat, medic, scriitor prolific, organizator al Serviciului Sanitar de Stat
- Rigas Feraios — scriitor, gânditor politic și revoluționar
- Ioannis Kolettis —politician
- Apostol Mărgărit — scriitor
- Nicolaos Matussis — politician
- Filip Mișea — politician, membru al Tinerilor Turci și fizician
- Alexandru Petrino – politician, lider politic al românilor din Ducatul Bucovinei, Ministru al Agriculturii în Cisleithania în perioada 1870–1871

### Religie
- Theodore Kavalliotis — preot și învățător
- Andrei Șaguna —episcop mitropolit
- Daniel Moscopolites — teolog

### Științe și mediul academic
- Elie Carafoli — inginer
- Neagu Djuvara — istoric
- George Murnu — scriitor
- Pericle Papahagi — filolog
- Nicolae Malaxa — inginer
- Mina Minovici — medic

### Sport
- Gheorghe Hagi — antrenor de fotbal și fost jucător
- Ianis Hagi — jucător de fotbal
- Simona Halep — jucătoare de tenis
- Dominique Moceanu — gimnastă
- Cristian Gațu —handbalist